# Karl von Amira

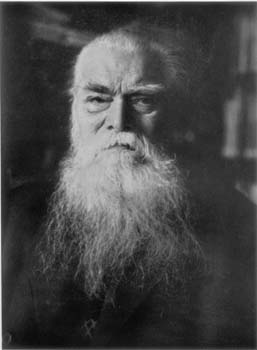
Karl von Amira

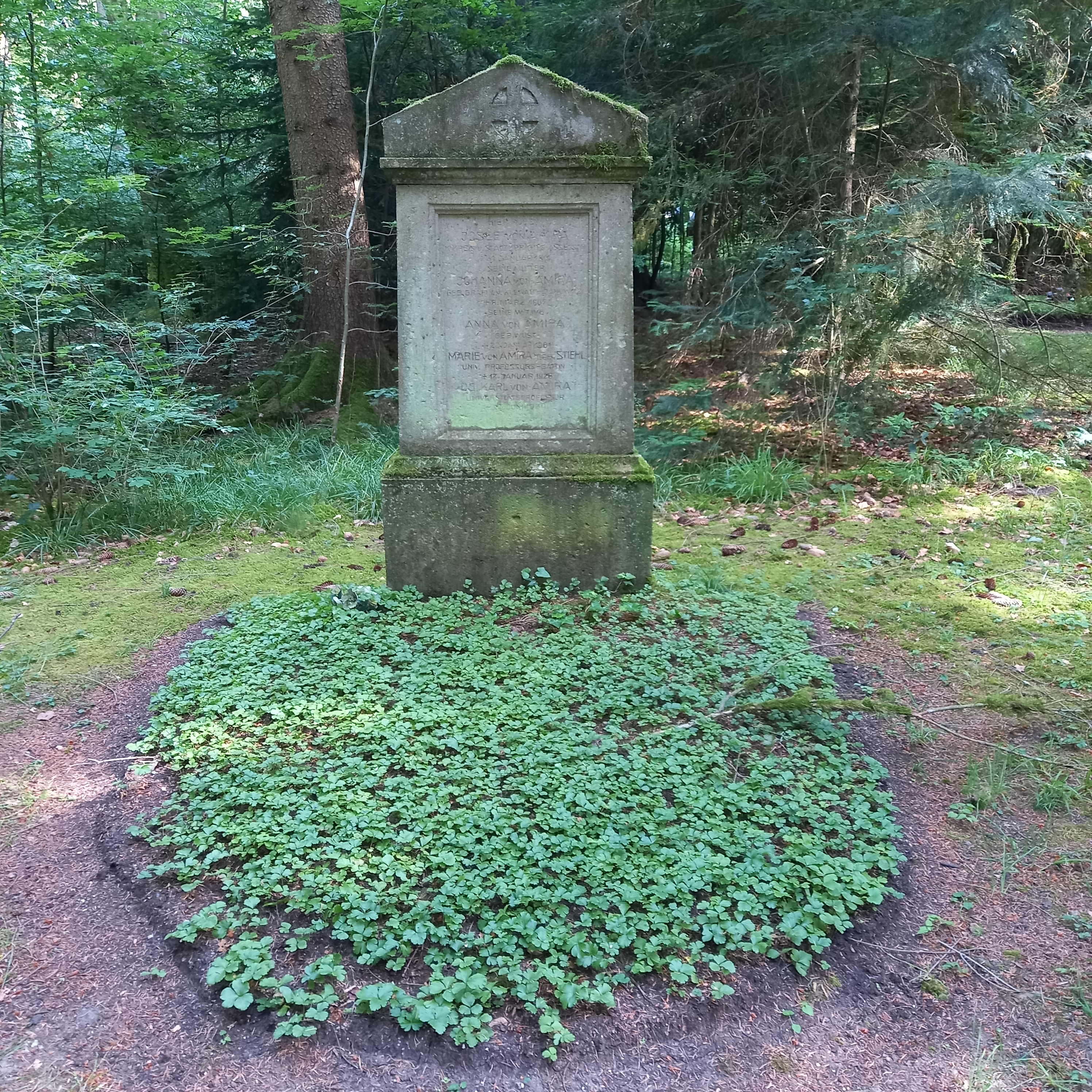
Das Grab von Karl von Amira und seiner Ehefrau Maria geborene Stiehl im Familiengrab auf dem Waldfriedhof (München)

Karl von Amira (vollständig Karl Konrad Ferdinand Maria von Amira, * 8. März 1848 in Aschaffenburg; † 22. Juni 1930 in München) war ein deutscher Rechtshistoriker.

## Leben
Er legte 1867 am Wilhelmsgymnasium München das Abitur ab und studierte anschließend Rechtswissenschaften an der Universität München. Er studierte u. a. bei Bernhard Windscheid, Wilhelm von Planck, Paul von Roth und Alois von Brinz. Er hörte auch Konrad Maurer und eignete sich die nordischen Sprachen an. Maurer betreute auch seine Dissertation, mit der er 1872 promoviert wurde. Von Amira habilitierte sich 1874. Von 1875 bis 1892 war er Professor für deutsches und Kirchenrecht an der Universität Freiburg. Ab 1892 war er Professor für Staatsrecht in München. Er befasste sich vor allem mit germanischer und mittelalterlicher Rechtsgeschichte. Amira gilt auch als Begründer der Rechtsarchäologie und als ein Pionier der Rechtsikonographie.
1892 wurde von Amira korrespondierendes Mitglied der Bayerischen Akademie der Wissenschaften, 1893 außerordentliches Mitglied, 
und wurde 1901 ordentliches Mitglied. 1896 wurde Amira Mitglied der Gründungskommission des maßgeblich von ihm mit initiierten Deutschen Rechtswörterbuchs. Auch anderen Akademien und gelehrten Gesellschaften gehörte Amira an, zum Beispiel der Königlichen Gesellschaft der Wissenschaften in Uppsala (seit 1887), der Königlichen Wissenschafts- und Literaturgesellschaft in Göteborg (seit 1891), der Königlich Schwedischen Akademie der Wissenschaften (seit 1905), der Preußischen Akademie der Wissenschaften (seit 1900), der Göttinger Akademie der Wissenschaften (seit 1922) und der Sächsischen Akademie der Wissenschaften (seit 1929). 1902 erhielt er den Bayerischen Maximiliansorden für Wissenschaft und Kunst.
Zu seinen bedeutendsten Schülern zählen Claudius Freiherr von Schwerin, Eberhard Freiherr von Künßberg und Paul Puntschart.

## Veröffentlichungen (Auswahl)
- Das altnorwegische Vollstreckungsverfahren: Eine rechtsgeschichtliche Abhandlung. München 1874.
- Erbenfolge und Verwandtschaftsgliederung nach den alt-niederdeutschen Rechten. Ackermann, München 1874 (Digitalisat).
- Ueber Zweck und Mittel der germanischen Rechtsgeschichte. Akademische Antrittsrede. Ackermann, München 1876 (Digitalisat).
- Das Endinger Judenspiel (Herausgeberschaft). Halle 1883 (Digitalisat; DjVu).
- Thierstrafen und Thierprocesse. In: Mittheilungen des Instituts für österreichische Geschichtsforschung. 11. Band, 1891, S. 545–601. Separatdruck: Innsbruck 1891 (Digitalisat; PDF).
- Die Dresdner Bilderhandschrift des Sachsenspiegels. Erster Band: Facsimile der Handschrift. Leipzig 1902. Zweiter Band: Erläuterungen. Teil I, Leipzig 1925 und Teil II, Leipzig 1926.
- Die Handgebärden in den Bilderhandschriften des Sachsenspiegels (= Abhandlungen der Bayerischen Akademie der Wissenschaften. Philosophisch-Philologische und Historische Klasse; Bd. 23, 2). München 1905.
- Der Stab in der germanischen Rechtssymbolik (= Abhandlungen der Bayerischen Akademie der Wissenschaften. Philosophisch-Philologische und Historische Klasse; Band 25, 1). München 1909 (Rezension in der ZRG).
- Grundriß des germanischen Rechts (= Grundriß der Germanischen Philologie. Band 5). 3. Auflage. Strassburg 1913.
- Die Neubauersche Chronik (= Sitzungsberichte der Königlichen Bayerischen Akademie der Wissenschaften. Philosophisch-philologische und historische Klasse. Jg. 1918, 9). München 1918 (Digitalisat; DjVu).
- Die germanischen Todesstrafen. Untersuchungen zur Rechts- und Religionsgeschichte (= Abhandlungen der Bayerischen Akademie der Wissenschaften. Philosophisch-philologische und Historische Klasse. Band 31, 3). München 1922.
- Rechtsarchäologie. 1. Einführung in die Rechtsarchäologie. Gegenstände, Formen und Symbole germanischen Rechts. Berlin 1943 (Digitalisat).